# Еджфийлд (окръг, Южна Каролина)
Окръг Еджфийлд (на английски: Edgefield County) е окръг в щата Южна Каролина, Съединени американски щати. Площта му е 1313 km², а населението – 25 657 души (1 април 2020). Административен център е град Еджфийлд.